# دنزل وارد
دنزل وارد (بالإنجليزية: Denzel Ward)‏ هو لاعب كرة قدم أمريكية أمريكي، ولد في 28 أبريل 1997 في ماسيدونيا في الولايات المتحدة.

## وصلات خارجية
- دنزل وارد على موقع إي إس بي إن.كوم (أن.أف.أل)3
- دنزل وارد على موقع مرجع كرة القدم المحترفة.كوم (الإنجليزية)
- دنزل وارد على موقع كلية كرة القدم في سبورتس رفرنس.كوم (الإنجليزية)